# Дорога на столбах
Дорога на столбах или Эльмановская дорожка на столбах — первый монорельс в мире. Появился в России в 1820 году (по другим сведениям — в 1836 году).

## История создания
Житель села Мячково в Подмосковье — инженер мещанского сословия (по другим сведениям — механик) Иван Эльманов (по другим сведениям — Лев Эльманов) в 1820 (или 1836) году построил конструкцию, получившую название Дорога на столбах. В результате Эльманов снискал себе славу местного Кулибина. Правда, ему не удалось найти инвесторов для строительства дорог по своей системе и впоследствии пришлось прекратить работу над этой идеей. Настоящее строительство таких дорог началось лишь век спустя.

## Описание конструкции
По верхнему продольному брусу катились вагонетки, которые тянули лошади, находившиеся по обе стороны бруска. По другому описанию, вагонетки были подвешены к балке, а лошади, тянувшие их, шли по земле.
Длина конструкции составляла несколько десятков саженей.

## Применение дороги
Реального применения дорога не имела и носила показательный характер — была первым прототипом монорельсовой дороги. Однако к данной конструкции проявили интерес в торгово-промышленных кругах — например, был проект использовать её в Крыму для перевозки соли.

Земля планируется сколько можно ровнее; со сторон дороги для стоку воды… тянутся две канавы. По всей длине дороги размериваются равные участки, каждый в 10 и 1/3 аршин, и на концах их роются попарно ямы для фундамента... между пары фундаментов поперёк дороги, с известным между ими промежутком, бутят кирпичом или каким-либо камнем и выводят столбы. На этих-то столбах устраивается дорога из прочных чугунных брусьев, одетых снаружи, где должно, деревом, просмолённым на огне... Дорога эта представляет беспрерывную линию столбиков, на которых лежат два ряда непрерывающихся с конца на конец брусьев, раздвинутых один от другого вершка на 4, с чугунными колёсками в 16 верш в диаметре укреплёнными по всей этой дороге в пустоте между брусьев, на здоровых осях, на расстоянии 10 арш. одно от другого, лежащих на каменных столбах. По этим-то колесам, — говорится далее в статье, -имеющим на ребре своей окружности или обода выемку, должна катиться повозка Эльманова. Следовательно, повозка эта имеет полоз, укреплённый на киле её, подобном корабельному... Длина повозки 30 аршин; она делится на 2 яруса, каждый шириною в 3 аршина; ярусы, спускаясь ниже киля, который бежит по возвышенной на столбах дорожке, заключают эту дорогу между себя— Журнал мануфактур и торговли

## Изобретение в Великобритании
Независимо от русского изобретателя, монорельс схожей конструкции был изобретён в Великобритании. Генри Робинсон Палмер запатентовал своё изобретение 22 ноября 1821 года. В 1824 году в Великобритании был построен первый действующий монорельс. Он использовался на военно-морской верфи исключительно для перевозки грузов.